# Auszugslänge

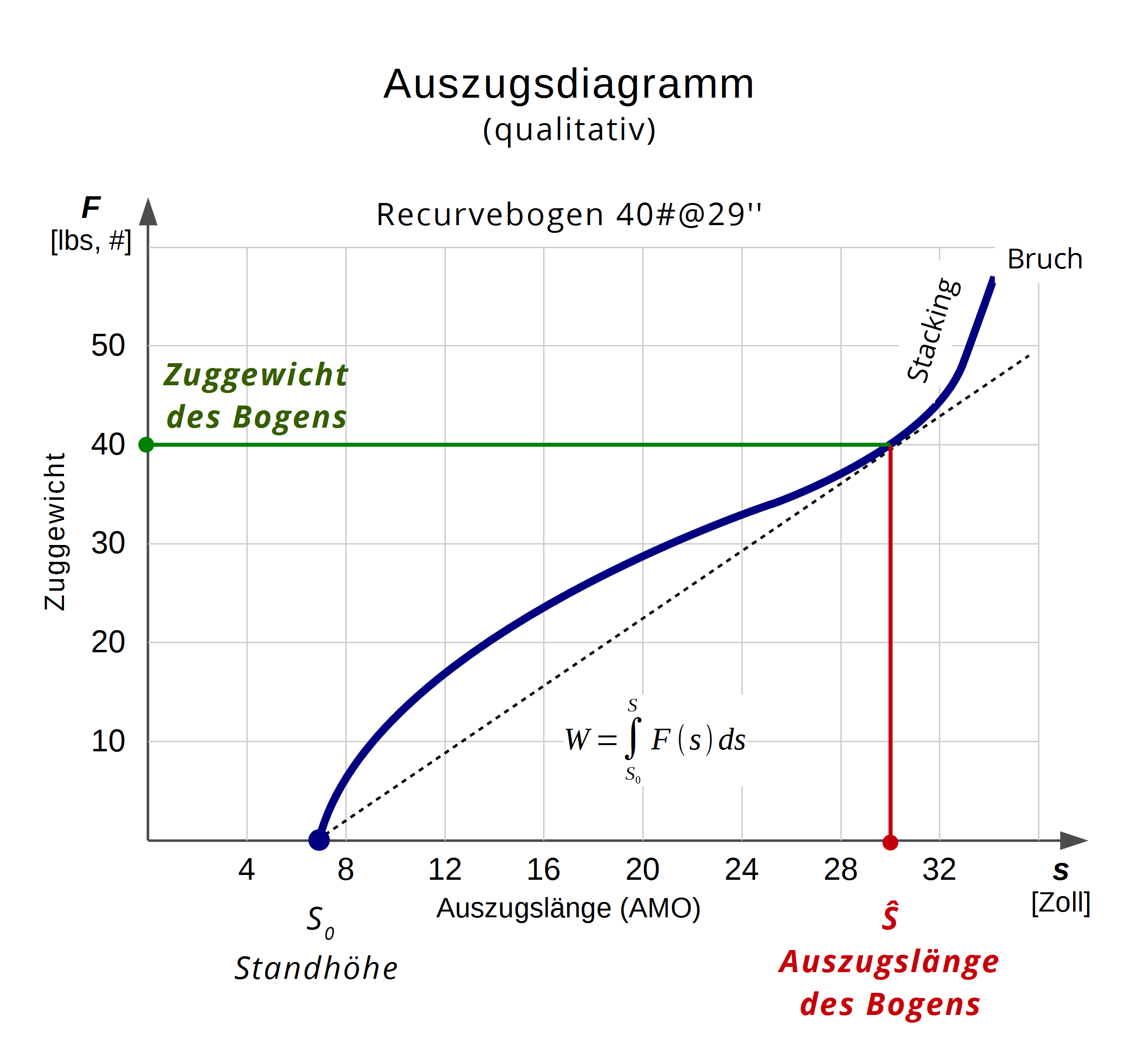
Auszugsdiagramm eines Recurvebogens beim Bogenschießen (qualitativ). Kraft-Weg-Kurve mit Verdeutlichung von Auszugslänge, Zuggewicht und Wurfenergie sowie Stacking und Bruchgrenze.

Die Auszugslänge, englisch draw length, ist beim Bogenschießen eine standardisierte Kenngröße des Bogens und eine persönliche Kenngröße des Bogenschützen. Allgemein ist sie das Maß, wie weit die Bogensehne bei einem Bogen gerade ausgezogen ist und speziell als feste Größe und Begriff das Maximalmaß dieser Weite bei Vollauszug (englisch: full draw). Die Auszugslänge wird nach AMO Standard in der Einheit  Internationale Zoll angegeben.
Die grafische Darstellung des Verlaufes des Zuggewichtes über die Auszugslänge in einem Koordinatensystem ist das Auszugsdiagramm des Bogens.

## Messung der Auszugslänge
Die Auszugslänge als Kenngröße ist heute standardisiert.
AMO Auszugslänge
Nach AMO Standard das Maß in Zoll vom Nockpunkt der Sehne bis zum tiefsten Punkt im Bogengriff, dem Pivot-Punkt, zuzüglich 1¾ Zoll.
Der Nockpunkt ist die Stelle auf der Sehne, an der das Ende des Pfeiles – der Nock oder die  Nocke – eingenockt ist. Es ist der Punkt der Kraftübertragung von der Sehne auf den Pfeil und der beim Ausziehen am weitesten vom Bogen entfernte (Sehnenknick). Die Addition der 1 3/4 Zoll ist ein historisches Artefakt und trägt älterer Praxis Rechnung, bei der die Auszugslänge von Nockpunkt bis Vorderkante Bogen angegeben wurde. Damit sind beide Angaben in etwa vergleichbar.
Zur Messung der Auszusglänge kann ein sogenannter Zoll- oder Maßpfeil benutzt werden. Er ist ein Pfeil in Überlänge ohne Spitze und Befiederung, mit einem Nock am Pfeilende und einer aufgezeichneten Zoll-Skale, deren Nullpunkt der tiefste Punkt im Nock ist. Der Pfeil wird wie ein normaler Pfeil aufgelegt, eingenockt und ausgezogen. Eine zweite Person liest durch seitliche Beobachtung das Maß auf Höhe des Pivot-Punktes ab. Manche Maßpfeile besitzen einen aufgesetzten Messschieber in Form eines Ringes oder Klammer. Damit benötigt ein Schütze keine zweite Person zum Ablesen. Der Schieber wird nach Auflegen des Pfeiles vor Auszug von der Vorderseite des Bogens bis an die meist senkrecht über dem Pivot-Punkt liegende Pfeilauflage geschoben, oder bis an die Vorderkante des Bogens. Beim Ausziehen hält die Pfeilauflage oder Bogenkante als Anschlag den Schieber auf gleicher Position zum Bogen und der Schieber wandert mit dem Ausziehen auf dem Pfeil. Der Schütze lässt die Sehne langsam wieder ab und kann den Auszug an der Schieberposition auf dem Pfeil ablesen. Je nach gewählter Anschlagkante ist ein Korrekturmaß zum Pivot-Punkt einzurechnen.

## Auszugslänge eines Bogenschützen
Die Auszugslänge als regelmäßiger Maximalauszug des Bogenschützen, Vollauszug genannt, ist eine persönliche Kenngröße des Schützen. Sie ist abhängig von dessen Körperbau, beispielsweise seiner Armlänge oder Schulterbreite und von der Körperhaltung und angewendeter Ankertechnik und damit der Position des Ankerpunktes des Schützen. Der Ankerpunkt bezeichnet den bei jedem Vollauszug möglichst immer gleichen Kontaktpunkt der Zughand mit dem Gesicht, meist im Kiefer- oder Mundwinkelbereich. Der Kopf kann mehr oder weniger geneigt sein und die Sehne mehr oder weniger weit oder hoch oder mittig an oder in das Gesicht herangezogen sein.
Für den Schützen ist eine bei jedem Schuss konstante Auszugslänge ein zentrales Element seiner sportlichen Technik. Der Kontakt mit dem Ankerpunkt ist eine sensorische Kontrolle des Erreichens der Auszugslänge und die immer gleiche Position des Ankerpunktes gewährleistet zusätzlich einen gleichbleibenden Lösevorgang und dadurch jedes Mal gleiche Energieübertragung auf den Pfeil. Auszugslänge in Zusammenspiel mit dem Ankerpunkt bestimmen die Konstanz der Abschussgeschwindigkeit des Pfeiles und damit dessen ballistische Kurve. Ein Bogenschütze schießt auf unterschiedliche Zielentfernungen nicht mittels unterschiedlicher Auszugslängen und damit unterschiedlicher Pfeilgeschwindigkeiten, sondern alleine durch eine der Entfernung angepasste Oberkörper- und damit Bogenneigung, also mit angepasstem Abschusswinkel. Dabei bleibt der Bogen zum Oberkörper in unveränderter Positionierung, um eine bei jedem Schießvorgang gleichbleibende Kräftegeometrie zu sichern.
Manche Bogenschützen benutzen zur akustischen Kontrolle ihrer Auszugslänge einen Klicker, er dient zusätzlich der Automatisierung des Schussablaufes durch Konditionierung.
Sagt eine Schützin, sie habe „vierzig Pfund auf den Fingern“, so meint sie damit das Zuggewicht ihres Bogens bei ihrer persönlichen Auszugslänge.
Die Messung erfolgt nach AMO Standard.

## Auszugslänge eines Bogens
Die Auszugslänge des Bogens gibt den technisch optimalen Vollauszug des Bogens an, der Bogen wurde für diese Auszugslänge gebaut. Die Auszugslänge des Bogens ist zusammen mit seinem Zuggewicht die wichtigste Kennzahl des Bogens. Die Angabe des Zuggewichtes eines Bogens bezieht sich immer auf dessen Auszugslänge.
Beide sind zusammen üblicherweise auf dem Bauch des Bogens (dem Schützen zugewandte Seite) auf dem unteren Wurfarm in Nähe des Mittelstückes angegeben, bei Langbögen oft auf der Seite des Mittelteiles.
Die Darstellung ist Zuggewicht@Auszugslänge. Eine typische Angabe wäre: 46#@28″. Sprich: „Sechsundvierzig Pfund bei achtundzwanzig Zoll.“
Weil der durchschnittliche Bogenschütze eine persönliche Auszugslänge von 28″ hat, sind die meisten Standardbögen auf eine Auszugslänge von 28″ optimiert gebaut. Die Auszugslänge des Bogens entspricht so der Auszugslänge des Schützen. Optimiert gebaut heißt hier, dass jener letzte Bereich der Kraft-Auszug-Kurve im Nahbereich der Auszugslänge liegt, der eine noch möglichst flache Steigung aufweist und noch ausreichend weit vom Bereich des Stacking entfernt ist (Auszugsdiagramm, auf den Fingern liegende Kraft als Funktion der Auszuglänge). In flachen Bereichen der Kraft-Auszug-Kurve verursachen Abweichungen der Auszugslänge geringere Kraftänderungen als in Bereichen starker Steigung. Der Bogen verzeiht in einem flachen Bereich deshalb besser die Abweichungen im Vollauszug des Schützen, beispielsweise bei unsauberem Ankern.
Über einen Bogen, der im Nahbereich seiner Auszugslänge eine relativ flache Kraft-Auszug-Kurve aufweist, sagt ein Schütze „der Bogen ist weich“, im umgekehrten Fall sagt er, es ist ein „harter Bogen“.
Bei einem Custombogen lässt sich der Schütze seinen Bogen von einem Bogenbauer mit geringer technischer Toleranz auf seine persönliche Auszugslänge und sein bevorzugtes Zuggewicht bauen. Eine Schützin mit einer Auszugslänge von 26″, die ein Zuggewicht von 35 Pfund beherrscht, hat auf ihrem Bogen dann die Aufschrift 35#@26″, meist handgeschrieben und mit der Signatur des Bogenbauers.
Die Messung erfolgt nach AMO Standard.

## Auszugsdiagramm – Auszugslänge und Wurfenergie
Das Auszugsdiagramm eines Bogens stellt dessen technische Federkennlinie dar – den Verlauf der jeweiligen Haltekraft der Zughand an der jeweiligen Auszugslänge. Zur Ermittlung wird ein Maßpfeil aufgelegt und die Sehne mit einer Bogenwaage an Stelle der Zughand stückweise ausgezogen und an ausreichender Anzahl Stützpunkten am Maßpfeil die Auszugslänge und an der Bogenwaage die zugehörige Haltekraft abgelesen und in ein Koordinatensystem eingetragen. Am Ende werden die Punkte zeichnerisch zur Kraft-Auszug-Kurve verbunden.
Physikalisch ist das Auszugsdiagramm ein Kraft-Weg-Diagramm und somit die Fläche unter der Kurve die vom Schützen aufgewendete Auszugsarbeit {\displaystyle \textstyle W_{A}} (Arbeit = Kraft × Weg). Sie entspricht der bis zur zugehörigen Auszugslänge {\displaystyle \textstyle S} bereits in den Bogen gespeicherten Verformungsenergie {\displaystyle \textstyle W_{\text{pot}}}, die er beim Lösen unter Wirkungsgradverlusten über die Sehne auf den Pfeil überträgt. Die Auszugsarbeit ist bei einem Wirkungsgrad {\displaystyle \textstyle \eta } von 100 % die maximal mögliche dem Pfeil übertragbare kinetische Energie {\displaystyle \textstyle W_{\text{kin}}} und bestimmt abhängig vom Gewicht des Pfeiles (Masse {\displaystyle m}) dessen maximal mögliche Abschussgeschwindigkeit {\displaystyle \textstyle v}.
{\displaystyle {\text{Auszugsarbeit}}\ \int _{S_{0}}^{S}F(s)\,ds\ =\ W_{\text{Auszug}}^{\text{Schütze}}\ =\ W_{\text{potentiell}}^{\text{Bogen}}\ =\ {\tfrac {1}{\eta }}\ W_{\text{kinetisch}}^{\text{Pfeil}}\ =\ {\tfrac {1}{\eta }}\cdot {\frac {1}{2}}\ mv^{2}\quad {\text{Kinetische Energie des Pfeiles}}}
{\displaystyle {\text{Pfeilgeschwindigkeit}}\quad v={\sqrt {{\frac {2\eta }{m}}\cdot \int _{S_{0}}^{S}F(s)\,ds}}}
Ein Bogen ist ein Energiewandler und ein Leistungswandler und somit technisch eine Maschine. Er wandelt die vom Schützen beim Ausziehen relativ langsam verrichtete Auszugsarbeit über Zwischenspeicherung als Verformungsenergie im Bogen um in die schnelle Wurfenergie der Wurfarme beim Abschuss, und die Wurfenergie wiederum über die Sehne in die kinetische Energie des noch schnelleren Pfeiles. Diese Wandlung ist umso effektiver je größer die Auszugslänge ist, das Stacking begrenzt sie.
Zum Vergleich und zur Einschätzbarkeit von Kraftverlauf und damit Energiespeicherverhalten des Bogens ist in dessen Auszugsdiagramm häufig zusätzlich eine gerade Federkennlinie so eingezeichnet, dass sie die Kraft-Auszug-Kurve des Bogens im Nullpunkt und an dessen angegebener Auszugslänge schneidet.

## Stackingund Auszugslänge des Bogenschützen
Zieht der Schütze den Bogen über dessen Auszugslänge hinaus, erreicht der Bogen den Bereich des Stacking. Er fühlt sich zunehmend „härter“ an – die Steigung der Kraft-Auszug-Kurve wird immer größer und der Kraftaufwand für jede weitere Auszugseinheit steigt rapide. Der Schütze sagt, „der Bogen macht zu“. Eine kontrollierte Kraftdosierung, Auszug und Schuss sind nicht mehr möglich. Es besteht die Gefahr der Materialschädigung bis hin zum Bruch. Gleichzeitig fällt der Wirkungsgrad des Bogens ab – trotz dem Bogen pro Auszugseinheit immer höher zugeführter Energie ändert sich die Pfeilgeschwindigkeit kaum noch oder kann sogar sinken. Wie weit hinter der Auszugslänge des Bogens das Stacking einsetzt und wie stark, ist bogenspezifisch und von Bogentyp und -fertigung abhängig. Wie gutmütig sich der Bogen im Abschuss auch noch im einsetzenden Stackingbereich verhält und wie resistent er dort gegen Materialschädigung oder Bruch ist, wird durch die Qualität des Tillerns mitbestimmt. Tendenziell verhalten sich lange Bögen mit beispielsweise 70″ Bogenlänge im Bereich ihrer Auszugslänge weicher und mit dahinter mehr Spiel bis zum Stacking als kurze Bogen von z. B. 64″.
Stacking ist ein Problem für Schützen mit überdurchschnittlicher Auszugslänge, wenn sie einen Standardbogen schießen. Sie schießen häufiger Bögen mit großer Bogenlänge. Erfahrene Schützen mit hoher Konstanz ihrer sportlichen Technik können einen Bogen im Stackingbereich besser beherrschen. Dahingehend weniger problematisch ist eine geringere Auszugslänge des Schützen als die des Bogens, jedoch nutzt der Schütze so die energetischen Möglichkeiten des Bogens nicht aus und in den Wurfarmen ist im Verhältnis zu ihrer trägen Masse weniger Energie gespeichert, der Wirkungsgrad ist niedriger. Der Schütze kann das in Grenzen kompensieren, indem er einen Bogen höheren Zuggewichtes wählt.

## Standardisierung
Richtlinie für das Bogenschießen ist die in den 1950er Jahren erstmals in den Bogensport eingeführte Standardisierung durch die Archery Manufacturers Organization, der heute so genannte AMO Standard. Die Organisation änderte im Jahre 2002 ihren Namen in Archery Trade Association, so dass inzwischen der AMO Standard ebenfalls als ATA Standard geläufig ist.